# Cerro Miscanti
Cerro Miscanti är ett berg i Chile.   Det ligger i provinsen Provincia de El Loa och regionen Región de Antofagasta, i den norra delen av landet, 1 100 km norr om huvudstaden Santiago de Chile. Toppen på Cerro Miscanti är 5 622 meter över havet, eller 1 058 meter över den omgivande terrängen. Bredden vid basen är 5,9 km.
Terrängen runt Cerro Miscanti är kuperad åt sydväst, men åt nordost är den bergig. Trakten runt Cerro Miscanti är nära nog obefolkad, med mindre än två invånare per kvadratkilometer.. Det finns inga samhällen i närheten. 
Trakten runt Cerro Miscanti är ofruktbar med lite eller ingen växtlighet.